# 石板街道
石板街道，原为石板镇，是中华人民共和国四川省达州市达川区下辖的一个乡镇级行政单位。2019年12月，撤镇设街道。

## 行政区划
石板街道下辖以下地区：
街道社区、关渡村、铜坪村、铜宝村、红花村、金银村、长青村、石河村和金刚村。